# Nowe Mistrzewice
Nowe Mistrzewice – wieś w Polsce położona w województwie mazowieckim, w powiecie sochaczewskim, w gminie Młodzieszyn. Ma status sołectwa.
| SIMC    | Nazwa                  | Rodzaj    |
| ------- | ---------------------- | --------- |
| 0732140 | Mistrzewice Poduchowne | część wsi |

W latach 1975–1998 miejscowość administracyjnie należała do województwa skierniewickiego.